# City of Playford International 2022
Das City of Playford International 2022 war ein Tennisturnier der ITF Women’s World Tennis Tour 2022 für Damen und ein Tennisturnier der ATP Challenger Tour 2022 für Herren in Playford City. Die Turniere fanden parallel vom 24. bis 30. Oktober 2022 statt.